# Sophie Robergeová
Sophie Robergeová (* 18. října 1973 Québec) je bývalá kanadská zápasnice – judistka.

## Sportovní kariéra
S judem začínala v rodném Québecu po vzoru svých starších sourozenců. Vrcholově se připravovala v Montréalu pod vedením Jérôme Beautiera. V kanadské ženské reprezentaci se pohybovala od roku 1992 ve střední váze do 66 kg, ve které se v roce 1996 na olympijské hry v Atlantě nekvalifikovala. Od roku 1997 startovala v nižší váze do 63 kg. V roce 2000 uspěla v panamerické olympijské kvalifikaci a startovala na olympijských hrách v Sydney. V Sydney prohrála v úvodním kole na ippon technikou uči-mata-sukaši s Francouzkou Séverine Vandenhendeovou. Sportovní kariéru ukončila v roce 2004.

## Výsledky
| Turnaj                  | 1992         | 1993         | 1994         | 1995         | 1996             | 1997             | 1998             | 1999             | 2000             | 2001             |
| Turnaj                  | 19           | 20           | 21           | 22           | 23               | 24               | 25               | 26               | 27               | 28               |
| Turnaj                  | střední váha | střední váha | střední váha | střední váha | polostřední váha | polostřední váha | polostřední váha | polostřední váha | polostřední váha | polostřední váha |
| ----------------------- | ------------ | ------------ | ------------ | ------------ | ---------------- | ---------------- | ---------------- | ---------------- | ---------------- | ---------------- |
| Olympijské hry          | —            |              |              |              | —                |                  |                  |                  | úč.              |                  |
| Mistrovství světa       |              | úč.          |              | úč.          |                  | —                |                  | úč.              |                  | úč.              |
| Panamerické hry         |              |              |              | ?            |                  |                  |                  | 5.               |                  |                  |
| Panamerické mistrovství | 3.           |              | 3.           |              | úč.              | —                | ?                | 1.               | 3.               | 1.               |
| Akademické MS           | —            |              | —            |              | 2.               |                  | —                |                  | —                |                  |